# بوني سور ميوز
بوني سور ميوز  هي بلدية فرنسية تقع في إقليم الأردين في منطقة غراند إيست.  ناتجة عن اندماج بلديات شاتو ريغنولت وبراوكس وليفريز في 11 يناير 1967    